# 40-я отдельная стрелковая бригада
40-я отдельная стрелковая бригада — воинское соединение СССР в период Великой Отечественной войны. Сформирована в октябре-ноябре 1941 года в городе Фрунзе из частей и соединений 86-го запасного зенитного артиллерийского, 13-го запасного автомобильного полка, 4-го запасного миномётного батальона и курсантов военных училищ: Фрунзенского пехотного училища, Алма-Атинского стрелково-пулемётного училища, Харьковского училища химической защиты, Харьковского танкового училища, Воронежского военного училища связи. Принимала участие в битве за Москву. 16 июня 1943 года переформирована в 207-ю стрелковую дивизию (3-го формирования).

## История
Катастрофические потери Красной Армии, понесённые летом-осенью 1941 года, стремительное наступление немецких войск к Москве требовали быстрого пополнения армейской пехоты, формирования новых боевых единиц по новым штатам.
14 октября 1941 г. вышло постановление ГКО № 796сс «О формировании стрелковых бригад», которым предписывалось к 28 октября 1941 г. сформировать 50 курсантских стрелковых бригад (№ 11-60) во внутренних военных округах.
Численность отдельной стрелковой бригады составляла 5 тыс.человек (дивизии- более 10291). Указанные части были укомплектованы из 40 тыс. курсантов военных училищ, 40 тыс. курсантов полковых школ и др. резервов.
Формирование 40-й отдельной стрелковой бригады началось по приказу НКО СССР №00105 от 14 октября 1941 года. 22 октября 1941 года в городе Фрунзе из частей и соединений 86-го запасного зенитного артиллерийского, 13-го запасного автомобильного полка, 4-го запасного миномётного батальона и курсантов военных училищ: Фрунзенского пехотного училища, Алма-Атинского стрелково-пулемётного училища, Харьковского училища химической защиты, Харьковского танкового училища, Воронежского военного училища связи (в здании школы № 24 г.Фрунзе).
Переброска 40-й отдельной стрелковой бригады под Москву осуществлялась в конце ноября 1941 года по железной дороге. Эшелоны с бойцами бригады прибывали в Подмосковье 27- 30 ноября 1941 года.

### Боевые действия в декабре 1941 года
В 20-х числах ноября 1941 года из-под Рузы две дивизии противника ударили в стык обороны 16-й и 5-й армий в направлении Павловской слободы (около 50 км до Москвы). 21 ноября перед плохо вооружённой 108-я стрелковой дивизией генерал-майора И. И. Биричева была поставлена задача не пропустить немецкие войска (9-й армейский корпус (вермахт), группа армий «Центр») за реку Истру.
Прибывшая из Средней Азии 40-я отдельная стрелковая бригада приказом ставки ГВК от 29.11.1941 г. была передана Западному фронту для усиления истринского направления.

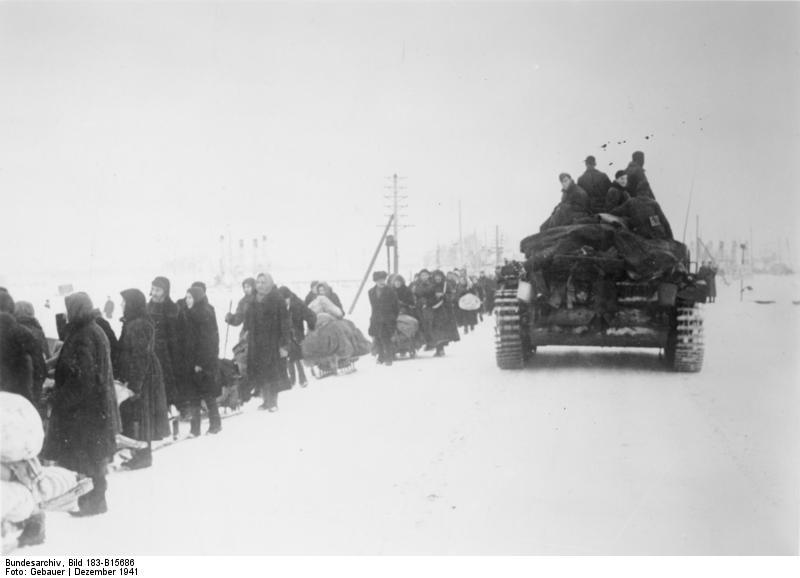
Немецкие танки и беженцы под Истрой. Декабрь 1941 г.

29 ноября части бригады в составе 16-й армии К. К. Рокоссовского стали занимать район обороны на ближних подступах к Москве, в районе Волоколамского шоссе: северо-западнее Нефёдово, западную окраину Талицы, Дедово, Чёрная, Нахабино.
Мы высадились из вагонов на станции Павшино и пешим маршем дошли до Нахабино. Там в округе есть такое место — Дедовская Фабрика, и в пятистах метрах от него находилась передовая. Нас уже ждали отрытые траншеи в полный рост, готовые землянки, только, что самое страшное, людей в них не было! Никого! Ни единого солдата… Мы ничего не могли понять.
 (Л. С. Свердлов)
Личным составом бригада была укомплектована на 100 %, но не имела теплого обмундирования (валенок, ушанок, варежек, итд.), оно поступило в бригаду через несколько дней.
5-6 декабря 1941 года началось контрнаступление Красной Армии под Москвой.
40-я отдельная стрелковая бригада получила приказ командующего армией 5-6 декабря 1941 года ударом в направлении высоты 201.8 южная окраина Рождествено (в донесении— Рождественское), Шевнево окружить и уничтожить группировку противника. В течение нескольких дней бригада вела ожесточённые бои за овладение д. Рождествено. 9 декабря 1941 года в результате тяжёлых, кровопролитных боёв удалось занять Рождествено, которое 9 дней находилось в руках противника.
10-11 декабря 1941 года бригада вела упорные бои за овладение посёлком Крюково. В ходе боёв посёлок Крюково восемь раз переходил из рук в руки. Посёлок был превращён вермахтом в опорный пункт с ДОТами и танковыми засадами. 15 декабря части бригады освободили деревню Лучинское.
Во второй половине декабря бригада освободила Кузьминки, Становище, Кузьминку, прикрывала правый фланг обороны в районе деревни Сляднево. В этих боях бригада понесла большие потери личного состава убитыми и ранеными, а также пропавшими без вести.

### Боевые действия в 1942 году
1 января 1942 года из-за сильного пулёмётного и миномётного огня противника 40 осбр вела оборонительные бои на юго-западной окраине деревни Кузьминское.
4-5 января 1942 года наступавшие на запад части бригады наткнулись на сильное сопротивление противника в деревне Старые Колышки.
6 января 1942 года бригада вошла в оперативное подчинение командования 331-й стрелковой дивизии (20-я армия).

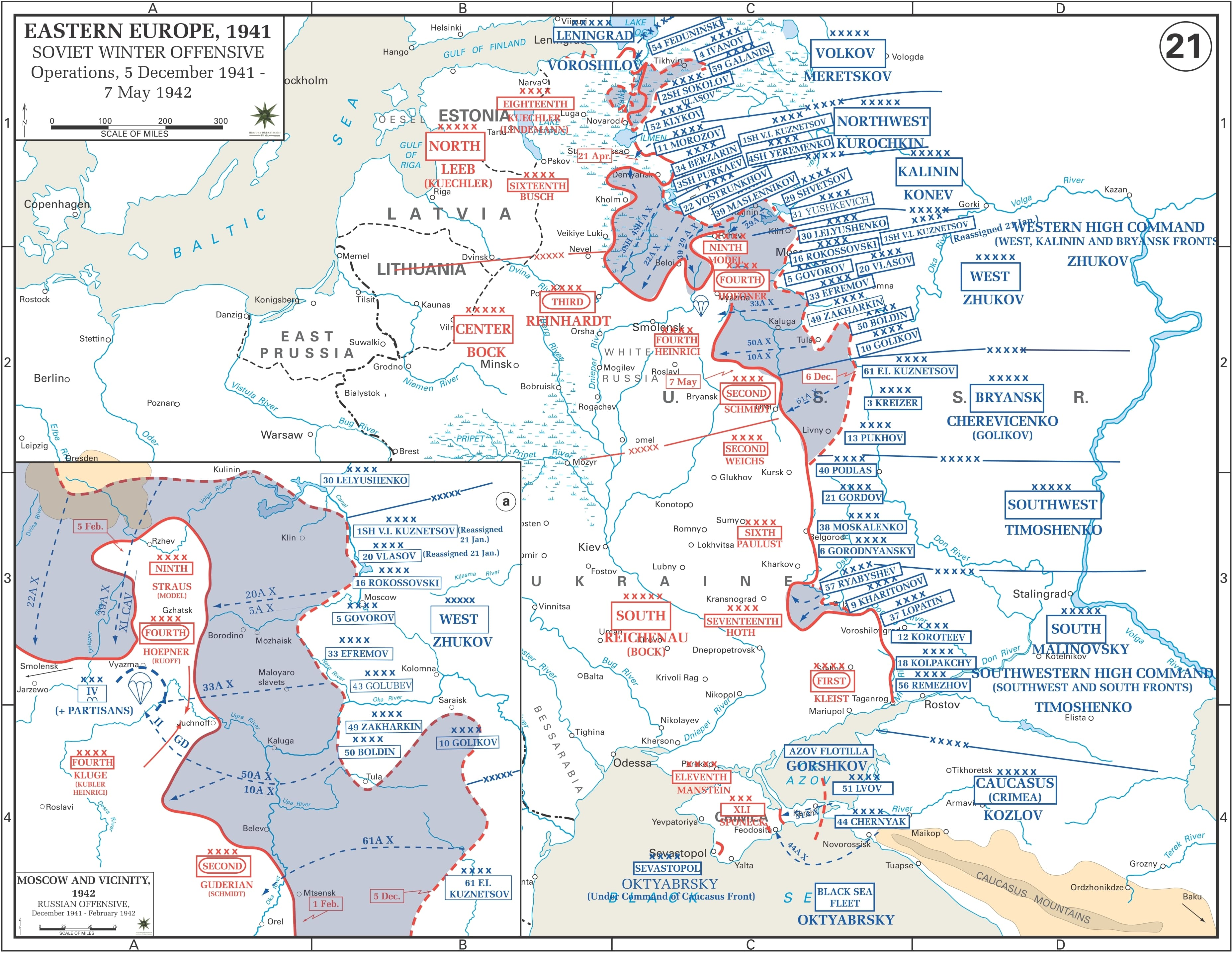
Контрнаступление Красной Армии под Москвой. 1941—1942 гг.

В начале января 1942 года контрнаступление Красной Армии на западном стратегическом направлении было завершено. Ставкой Верховного Главнокомандования было принято решение о переходе в общее наступление на всех основных стратегических направлениях: северо-западном, западном и южном с целью разгрома главных группировок врага.
В ходе Ржевско-Вяземской операции (8 января- 20 апреля 1942 г.) противник был отброшен на 100—250 км от Москвы..
Отсутствие опыта в ведении наступательных действий большого масштаба и недостаток сил и средств, не позволили полностью выполнить поставленную задачу по окружению и уничтожению основных сил группы армий «Центр». Несмотря на незавершённость, наступление на западном направлении привело к освобождению Московской, Тульской и Рязанской областей, многих районов Калининской, Смоленской и Орловской областей.
В первой половине 1942 года 331-я сд в составе 20-й армии наступала в направлении на Сычёвку.
14-15 января части бригады при поддержке роты танков 24-й танковой бригады с боем овладели деревней Тимошево. В освобожденных населенных пунктах было захвачено несколько тяжелых орудий и большое количество военного имущества.
С 16 по 25 января 1942 года после ожесточённых боёв были освобождены деревни Лесное, Дубосеково, Сремухово, Фомкино, Максимово и Псово.
С 20 января бригада перешла в оперативное подчинение командиру 1-й гвардейской танковой бригады.
25 января части бригады сосредоточились в районе населённого пункта Архангельское, получив приказ уничтожить противника в деревне Барсуки и развивать наступление на Петушки. Бои за деревню Петушки, длившиеся пять суток, успеха не принесли, противник успел здесь прочно закрепиться.
Дальнейшее наступление войск замедлилось и стало возможным только после расчистки дорог.
1 февраля 1942 года бригада подошла к району дороги Аржаники (Гагаринский район)- Пустой Вторник (ныне урочище).
4-5 февраля 40-я осбр во взаимодействии со 109-м лыжным батальоном, 1 гв.сбр, мотострелковым батальоном несколько раз повторяет попытки наступления на дорогу Аржаники- Пустой Вторник, однако под ураганным огнём противника была вынуждена перейти к активной обороне. В течение нескольких недель бригада вела оборонительные бои в районе д. Аржаники, сковывая значительные силы неприятеля.
1 марта бригада сдала обороняемый участок 28-й отдельной стрелковой бригаде и сосредоточилась в районе Титово.
В середине марта 1942 года бригада занималась инженерно-оборонительными работами, боевой и строевой подготовкой. Неоднократные попытки противника малыми группами просочиться через советскую линию обороны пресекались огнём.
Потери 40-й сбр в личном составе за 1942 год:

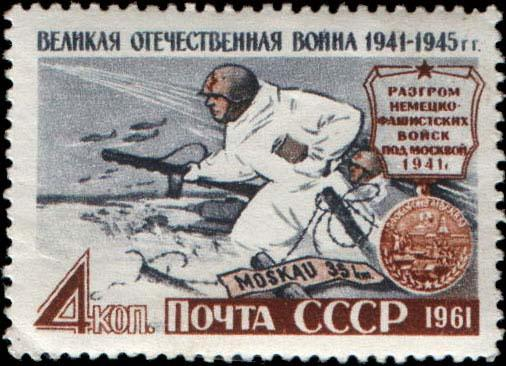
Марка почты СССР, посвященная победе Красной Армии под Москвой. 1961 г.

— в январе — убито — 346, ранено — 427, пропало без вести — 54
— в феврале — убито — 390, ранено — 564, пропало без вести — 34
— в марте — убито 87, ранено — 257, пропало без вести — 17.
За этот же период бригада получила пополнение:
— в январе — 1273
— в феврале — 1330
— в марте — 1947 человек командного, начальствующего и рядового состава.
5 апреля 3 батальон находился в районе Горки на доукомплектовании.
14 мая вся бригада сосредоточилась в районе Косилово (Шаховский район, Московская область, сожжена оккупантами). В мае-июне 1942 года бригада держала оборону в районе Ст. Рамешки- Спас-Вилки- Большое Крутое (сожжено оккупантами)- Новоселки-Архангельское- Малое Крутое. Почти все окрестные села были сожжены оккупантами, а жители были угнаны в Германию.
26 июня бригада приступила к формированию 4 осб по прежнему штату.
7 августа 1942 года 40 осбр переходит в оперативное подчинение 5-й армии.
9 августа возобновились бои за Аржаники (отличились: 1 сб- командир капитан Хайбулаев, командир батареи 76 мм пушек ст.лейтенант Чекулаев). 1 сб и 2сб овладели д. Аражники, в последующие дни производится очищение леса в направлении Прозоровка.
9 сентября 1942 года бригада сменила 3сб 1-й гв.сд на линии Махотино- западнее Пески- западнее Махотино, вела оборонительные бои.
В период Сталинградской битвы в ноябре- декабре 1942 года Западный фронт осуществляет Вторую Ржевско-Сычёвскую операцию (25.11-20.12.1942, операция «Марс»), исход которой оказался неудовлетворительным, но здесь были скованы значительные силы противника, которые он не смог перебросить под Сталинград.

### Боевые действия в 1943 году
1 февраля 1943 года перешла в подчинение 5-й армии.

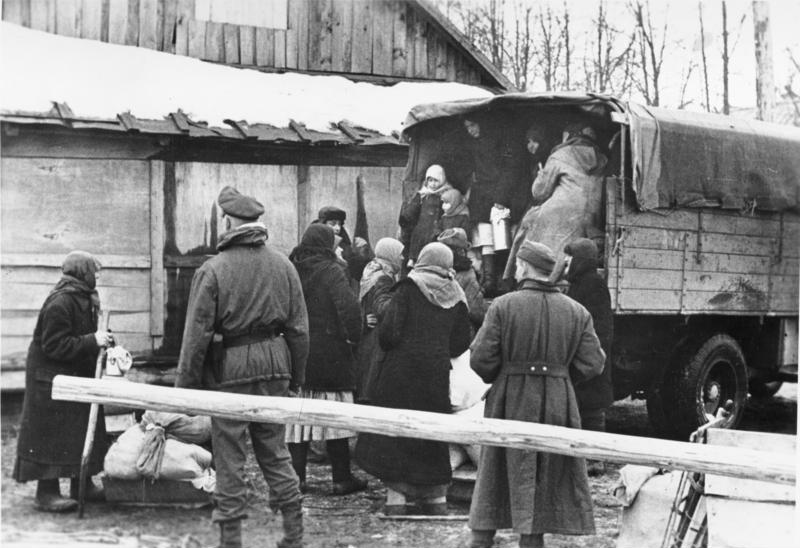
Отступающие немецкие части угоняют население СССР в Германию.1943 г.

Ржевская битва (5 января 1942 г.- 21 марта 1943 г) завершилась в конце марта 1943 года, но немецкая 9-я армия В.Моделя не была окружена и разбита, как это планировалось советским командованием. 1-30 марта 1943 года 9-я армия Вальтера Моделя организованно оставила Ржевско-Вяземский выступ. Некоторые немецкие источники утверждают, что советское командование не подозревало о готовящемся отступлении 9-й немецкой армии. Однако известно, что 18 февраля разведка Западного, 23 февраля Калининского фронтов обнаружили работы по подготовке отступления (артиллерия подтягивается поближе к дорогам, блиндажи, здания, мосты, железные дороги и др. объекты готовятся к подрыву). 23 февраля 1943 года советское командование отдало приказ о преследовании отступавшего противника.
Это было первое стратегическое отступление германской армии на Восточном фронте (Операция «Бюффель»). И осуществлялось оно с особой жесткостью отступающих немецких войск по отношению к мирному населению. По итогам именно этой операции В.Модель был объявлен военным преступником.

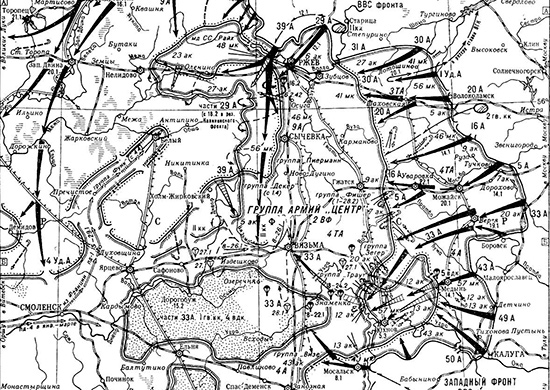
Ржевско- Вяземская наступательная операция. 1943 г.

До конца марта фронт отодвинулся на 160 километров, германские войска также несли потери. Каждая новая операция приближала поражение Германии в войне.
4-5 марта 1943 года 40-я осбр, преследуя отступавшего противника, ведет бои за Лосикино, Большое Токарево, Атлет, Высокое, Воеводино.
7-8 марта части бригады овладели населенными пунктами Ивакино, Подосинки, Орлово и др.
13 марта 1943 года бригада приняла участок от 3 гвардейской стрелковой дивизии и продолжала наступать в направлении Семлево (Вяземский район Смоленской области). С 12 марта в направлении Обухово-Новое Село- город Вязьма.
17 марта — бой за Петрыкино.
19 марта в бригаду прибыли 4 танка.
27 апреля 1943 г. приняли участок обороны от 3 гв.сд в районе Волочек (ныне Нахимовское Смоленской области).
8-9 мая в бригаде проводились занятия по ознакомлению с тактико-техническими данными танков противника и методы борьбы с ними, организован четырёхдневный сбор истребителей танков (90 чел.).
16 июня 1943 года части бригады сдали участок обороны 312-й и 208-й стрелковым дивизиям. 594-й и 597-й сп выделили по 3 стрелковые роты для создания 598-го стрелкового полка.
15-16 июня 1943года части 40 осбр и 153 осбр образовали 207-ю стрелковую дивизию (594 сп- вр.майор Хайбуллаев, 597 сп- майор В. Г. Савинов).

## Командование
Командир
полковник Самойленко Василий Филиппович (в должности с 11 ноября 1941 г. по 15 августа 1942 г.)
Начальник штаба
— подполковник Пелих Игнатий Трофимович (в должности пробыл совсем не долго — октябрь 1941 г.), с 20-24? декабря 1941 г. по середину января 1942 г. находился в должности начальника штаба 64-й отдельной морской стрелковой бригады
— майор Сучков Борис Захарович (в должности с конца октября 1941 г. по февраль 1942 г.)
Военный комиссар
Воронов Сергей Иванович, 1901 г.р.

## Подчинение
на 01.12.1942- 01.01.1942- 16 армия /Западный фронт
на 01.02.1942- 01.08.1942 −20 армия/Западный фронт
на 01.09.1942-01.11.1942 — 5 армия /Западный фронт
на 01.12.1942- 01.02.1943- 20 армия/Западный фронт
на 01.06.1943- 5 армия/Западный фронт

## Память
14 января 2021 года в школе гимназии № 24 города Бишкека (Кыргызстан) состоялся митинг, посвященный памяти 40-й отдельной стрелковой бригады.
24 апреля 2021 года в Волоколамске на здании железнодорожного вокзала появился памятный знак в честь солдат и офицеров 40-й отдельной стрелковой бригады и её командира, полковника Василия Филипповича Самойленко, освобождавших деревни и сел Подмосковья.